# Uncovered 2003-2005
Uncovered 2003-2005 è un bootleg del gruppo musicale statunitense Dream Theater, pubblicato nel 2009 dalla YtseJam Records.

## Descrizione
Si tratta della sesta ed ultima uscita appartenente al catalogo Cover Series e contiene dieci reinterpretazioni di vari artisti registrate dal vivo tra il 2003 e il 2005.

## Tracce
1. Death on Two Legs (Recorded at Soundcheck in Copenhagen, Denmark 1/20/04) – 3:49 – originariamente interpretata dai Queen
2. Heart of the Sunrise (Recorded at Soundcheck in Berlin, Germany 2/2/04) – 10:29 – originariamente interpretata dagli Yes
3. Heaven and Hell (Recorded at Soundcheck in Dortmund, Germany 1/30/04) – 6:19 – originariamente interpretata dai Black Sabbath
4. Paradox (Recorded at Soundcheck in Kansas City, MO - 3/15/04) – 3:43 – originariamente interpretata dai Kansas
5. Mother Father (Recorded at Soundcheck in San Francisco, CA - 3/5/04) – 5:32 – originariamente interpretata dai Journey
6. Machine Messiah (Recorded Live at Jones Beach, NY - 8/28/04) – 3:19 – originariamente interpretata dagli Yes
7. Since I've Been Loving You (Recorded Live in Chicago, IL - 7/19/03) – 6:49 – originariamente interpretata dai Led Zeppelin
8. Diary of a Madman (Recorded Live in Los Angeles, CA - 7/24/03) – 5:59 – originariamente interpretata da Ozzy Osbourne
9. Cemetery Gates (Recorded Live in Grand Prairie, TX - 8/2/05) – 8:19 – originariamente interpretata dai Pantera
10. Won't Get Fooled Again (Recorded Live in Seattle, WA - 8/2/03) – 10:06 – originariamente interpretata dai The Who

## Formazione
Hanno partecipato alle registrazioni, secondo le note di copertina:
Gruppo
- James LaBrie – voce
- John Myung – basso
- John Petrucci – chitarra, voce
- Mike Portnoy – batteria, voce
- Jordan Rudess – tastiera

Altri musicisti
- Russell Allen – voce (traccia 9)
- Burton C. Bell – voce (traccia 9)
- Dave Mustaine – chitarra (traccia 9)
- Queensrÿche – gruppo ospite (traccia 10)
  - Geoff Tate – voce
  - Michael Wilton – chitarra
  - Scott Rockenfield – batteria
  - Eddie Jackson – basso
  - Mike Stone – chitarra

Produzione
- Mike Portnoy – produzione
- John Petrucci – produzione
- Nigel Paul – missaggio
- Rick Kwan – montaggio digitale aggiuntivo
- Fred Kevorkian – mastering